# Sorber

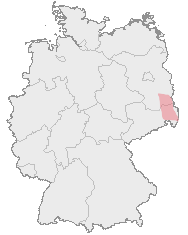
Sorbernas geografiska utbredningsområde i östra Tyskland.

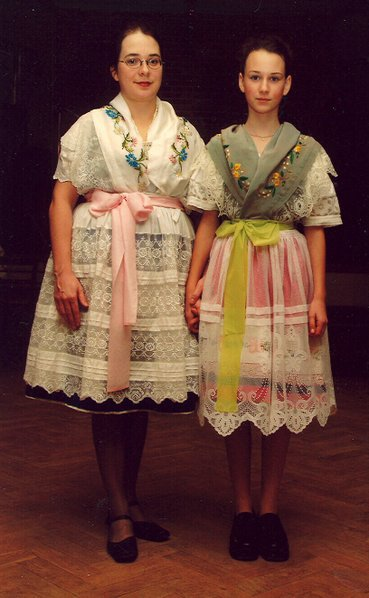
Festdräkt för sorber i Lausitz.

Sorber (högsorbiska: Serbja, lågsorbiska: Serby) är ett västslaviskt folk omfattande ungefär 60 000 personer som bor i Oberlausitz och Niederlausitz i östra Tyskland. De är erkända som en minoritet i Tyskland. Under medeltiden kallades sorberna för vender av de omkringboende folken. Sorberna talar sorbiska, ett västslaviskt språk som i sin tur delas in i högsorbiska (Hornjoserbšćina) och lågsorbiska. 

## Utbredning
Två tredjedelar av sorberna bor i sachsiska Oberlausitz, i synnerhet i närheten av Bautzen (Budyšin), Kamenz (Kamjenc) och Hoyerswerda (Wojerecy), de övriga i brandenburgska Niederlausitz, mellan Senftenberg (Zły Komorow) i söder till Lübben (Lubin) i norr. Delstaterna Sachsen och Brandenburg har åtagit sig att arbeta för den sorbiska kulturens fortlevnad.
Städerna Bautzen (Budyšin) och Cottbus (Chóśebuz) kan betecknas som sorbiska kulturcentra. Det finns sorbiska daghem och sorbiska skolor, samt två gymnasier, ett för högsorbiska och ett för lågsorbiska. 
I Bautzen (Budyšin) finns en forskningsanstalt för sorbisk kultur- och språkvetenskap, Sorbiska institutet (Serbski institut), som utvecklats från Institutet för Sorbisk folkforskning (Institut za serbski ludospyt), grundat redan under DDR-tiden. I Bautzen finns också ett statligt understött bokförlag. Under DDR-tiden tillkom också institutet för sorabistik vid Leipzigs universitet.
Domowina (med betydelsen hemland eller fosterland) är en paraplyorganisation för sorbiska föreningar och grundades år 1912. Denna organisation tog även år 2001 initiativet till det så kallade WITAJ-projektet som har till syfte att bevara och utveckla användningen av det sorbiska språket. Ett centralt tema är en levande förmedling av sorbiska inom daghem, förskolor och skolor.

## Sorbiska nationalflaggan
År 1842 skapades en sorbisk flagga. Efter den panslavistiska konferensen i Prag år 1848 antogs flaggans nuvarande färger. Färgerna är desamma som på flaggorna från andra slaviska länder, exempelvis Tjeckien, Slovakien, Slovenien, Serbien, Kroatien och Ryssland. År 1935 förbjöds flaggan av nazisterna. Efter år 1945 används flaggan åter av den sorbiska kulturföreningen Domowina som symbol.